# Jessica Houara
Jessica Houara és una jugadora de futbol, que pot jugar com a defensa o com a centrecampista. Té 41 internacionalitats des del 2008. Ha jugat a uns Jocs Olímpics, un Mundial i una Eurocopa des del 2013, i ha arribat els quarts de final a totes tres competicions. Amb les categories inferiors va ser també quartfinalista al Mundial sub-20 2006 i subcampiona d'Europa a les Eurocopes sub-19 2005 i 2006.
Actualment juga a la Primera Divisió francesa amb l'Olympique Lió. Amb el Paris Saint-Germain va ser subcampiona de la Lliga de Campions.

## Trajectòria
| Temporades    | Lliga             | Club                | P   | G  | Actualitzat |
| ------------- | ----------------- | ------------------- | --- | -- | ----------- |
| 03/04 - 05/06 | D1                | CNFE Clairefontaine | 045 | 07 |             |
| 06/07         | D2                | Celtic Marsella     | 014 | 08 |             |
| 07/08 - 08/09 | D1                | AS Saint-Étienne    | 041 | 03 |             |
| 09/10 - 15/16 | D1                | Paris Saint-Germain | 117 | 13 |             |
| 16/17 - act.  | D1                | Olympique Lyonnais  | 06  | 0  | 19/11/2016  |
|               |                   |                     |     |    |             |
| 2006          | Selecció sub-19   | Selecció sub-19     | 010 | 04 |             |
| 2013 - act.   | Selecció absoluta | Selecció absoluta   | 054 | 03 | 19/11/2016  |

## Palmarès
| Títols — Seleccions nacionals            |
| 1 Torneig de Xipre                       |
| Títols — Clubs                           |
| 1 Copa                                   |
| Reconeixements — Premis                  |
|                                          |
| Reconeixements — Seleccions de jugadores |
|                                          |